# Serrotibia bicolor
Serrotibia bicolor es una especie de coleóptero de la familia Salpingidae.

## Distribución geográfica
Habita en Colombia.